# Sänjar Kadyrbergenow
Sänjar Kadyrbergenow (* 22. April 1985) ist ein ehemaliger turkmenischer Gewichtheber.

## Karriere
Kadyrbergenow nahm an den Weltmeisterschaften 2002 teil, hatte aber im Stoßen keinen gültigen Versuch. Bei den Weltmeisterschaften 2003 wurde er wegen eines Dopingverstoßes disqualifiziert und bis 2005 gesperrt. Nach seiner Sperre belegte er bei den Weltmeisterschaften 2005 Platz 15 in der Klasse bis 69 kg. Bei den Asienmeisterschaften 2007 erreichte er den neunten Platz. 2008 wurde er bei den Asienmeisterschaften Zwölfter.